# Christine Doorman
Christine Doorman, ook wel Christina Doorman (Utrecht, 31 mei 1858 – Den Haag, 18 november 1941) was een Nederlands schrijfster en vertaalster. Ze schreef ook onder de pseudoniemen Alma en Christine. Zij was dochter van Henderik Jan Diederik Doorman (1820-1894), ambtenaar Staatsspoorwegen, en Christina van Thiel (1827-1913). Christine was drie jaar jonger dan haar broer Augustus Johannes. Veel van haar familieleden waren beroepsmilitair. De bekende schout-bij-nacht Karel Doorman was haar achterneef. Doorman bezocht de MMS en was geïnteresseerd in literatuur. Vanaf 1920 woonde ze op meerdere adressen in Den Haag.

## Dierenverhalen
In 1887 verscheen haar eerste werk Wat de bloemen elkander te vertellen hadden in het meisjesweekblad Lelie- en Rozeknoppen. Doorman schreef eveneens voor kinder- en jeugdtijdschriften als Sint-Nicolaas en Excelsior, maar ook voor het Algemeen Handelsblad. Voor de Nederlandsche Kinderbond schreef ze meerdere dierenverhalen. Ook was zij redacteur was van De Kleine Androcles, het kinderblad van de Dierenbescherming. Daarnaast was ze medewerkster van het modetijdschrift De Gracieuse. Vanaf 1901 stelde ze bloemlezingen samen voor scheur- en verjaardagskalenders met levenswijsheden en citaten van anderen.

## Sprookjes
Om zich in de oorsprong van sprookjes te verdiepen volgde Doorman colleges van professor J. Frantzen in Utrecht. Haar oeuvre bestaat voor een groot deel uit oude volkssprookjes en legenden die ze op haar reizen naar diverse landen en culturen verzamelde. Doorman schreef meer dan tweehonderd boeken, vooral voor kinderen en jongeren. Zo verschenen al in 1899 haar vertalingen uit het Deens van de sprookjes van Hans Christian Andersen.
Naast haar werk als schrijfster ging zij ook op tournee met een kinderprogramma met lichtbeelden en zang rondom haar eigen sprookje Vleugelken. Hiermee trad ze ook op tijdens de tentoonstelling De Vrouw 1813-1913.
Doorman was sinds 1919 bevriend met de Zweedse schrijfster en nobelprijswinnares Selma Lagerlöf. Voor haar biografische boeken, tijdschriftartikelen en vele voordrachten over Lagerlöf kreeg Doorman in 1928 van de koning van Zweden de gouden Gustav Wasa-medaille. In Zweden had Doorman contacten met de jeugdboekenschrijfster en illustratrice Elsa Beskow (1874-1953) en dichteres en componiste Alice Tegnér (1864-1943). Een deel van haar werk werd vertaald in het Duits en het Zweeds.
Doorman was lid van de Maatschappij der Nederlandse Letterkunde, het Provinciaal Utrechts Genootschap van Kunsten en Wetenschappen, de Vereniging van Schrijvers en Vertalers en de Nederlandse PEN-club. Sinds 1931 was ze lid van het Haagse letterkundig genootschap Oefening Kweekt Kennis, waarvan ze tot erelid werd benoemd.